# Leiophron braunae
Leiophron braunae är en stekelart som först beskrevs av Henri Goulet 2006.  Leiophron braunae ingår i släktet Leiophron och familjen bracksteklar. Inga underarter finns listade i Catalogue of Life.